# Ndo (langue)
Le Ndo est une langue soudanique centrale orientale parlée dans le nord-est de la République démocratique du Congo et en Ouganda.

## Dialectes
Glottolog liste trois dialectes ndo :
- Avari
- Membi
- Oke'bu